# Усть-Ухта

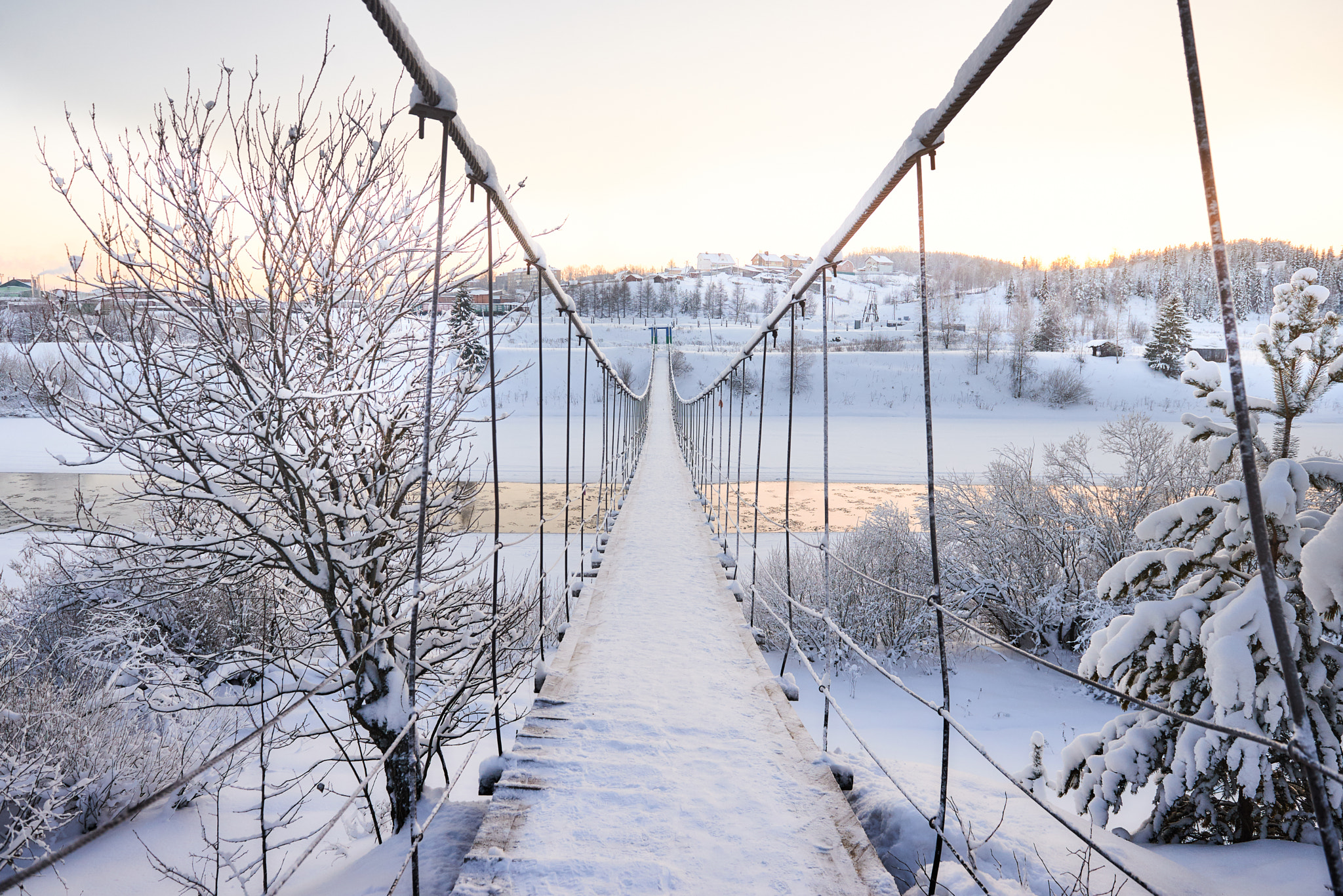
Подвесной мост в Усть-Ухте

Усть-Ухта (коми Вуквавом — «устье левого притока») — село, муниципальный район Сосногорск, Республика Коми.

## История
- 1799 — обосновался первый поселенец этих мест Василий Зотиевич Кустышев из деревни Кони.
- Апрель 1918 — открытым голосованием избран Усть-Ухтинский волостной совет крестьянских депутатов, его первым председателем был избран Афанасий Степанович Кустышев, открыта первая начальная школа.
- Весна 1920 — коммунисты приняли решение наладить эксплуатацию Варваринского промысла. Организованы солеварня и сбор нефти, вытекающей из скважин.
- Осень 1920 — создана первая сельскохозяйственная коммуна.
- 9 ноября 1920 — молодёжь Усть-Ухты объединилась в комсомольскую организацию.
- 1921:
  - Открывается детский приют для детей погибших красноармейцев;
  - Установка первого радиоприёмника.
- 1930 — в Усть-Ухте создан колхоз «Горд Ухта», объединивший 74 хозяйства с 280 работниками, его первым председателем был избран Н. А. Рочев.
- 1932 — в селе зажглись первые электрические лампочки.
- 1935 — начало «стахановского движения» за перевыполнение планов, с использованием новых форм организации труда и технологий.
- Февраль 1937 — первый республиканский слет стахановцев на заготовке древесины. Делегат от Усть-Ухты — Анастасия Дмитриевна Кустышева.
- Лето 1939 — началась вырубка леса, раскорчёвка пней — готовилась площадка для строительства будущего Сосногорска.
- 1941—1945 — на фронты Великой Отечественной войны ушло более 400 устьухтинцев, каждый третий не вернулся домой.
- 1961 — организован Усть-Ухтинский лесопункт Ордена Ленина Ухтинского леспромхоза.
- 1963 — колхоз «Горд Ухта» преобразован в совхоз «Сосногорский» — подсобное хозяйство Сосногорского отделения Северной железной дороги.
- 1973 — драматическому кружку села присвоено звание «Народный театр».
- 1975 — открыт народный историко-краеведческий музей.
- 1977 — установлена памятная стела с поимённым перечислением земляков, ушедших на фронт и погибших во время Великой Отечественной войны.
- 1985 — возведено новое здание детского сада[значимость факта?].
- 1988 — пущен в строй капитальный мост через реку Ухта.
- 1996 — проложена асфальтированная дорога до села Усть-Ухта.

## Население
| 2010 |
| ---- |
| 1052 |